# Campionato europeo Superstock 600 2005
Il Campionato europeo Superstock 600 del 2005 è stato la prima edizione del campionato Europeo della categoria Superstock 600. Sviluppatosi su 10 prove in totale, con inizio in Spagna il 23 aprile e conclusione in Francia l'8 ottobre.
Al termine del campionato si è laureato campione europeo il pilota italiano Claudio Corti alla guida di una Yamaha YZF-R6 gestita dal team Trasimeno, che ha preceduto di 8 punti il francese Yoann Tiberio con la Honda CBR600RR. Al terzo posto si piazza il francese Maxime Berger, su Honda, staccato di 67 punti dal leader del campionato.

## Calendario
| Nº | Data         | Gran Premio | Circuito         | Pole Position  | Vincitore Gara | Leader del campionato | Resoconto |
| -- | ------------ | ----------- | ---------------- | -------------- | -------------- | --------------------- | --------- |
| 1  | 23 aprile    | Spagna      | Valencia         | Xavier Siméon  | Yoann Tiberio  | Yoann Tiberio         | Resoconto |
| 2  | 7 maggio     | Italia      | Monza            | Yoann Tiberio  | Claudio Corti  | Claudio Corti         | Resoconto |
| 3  | 28 maggio    | Europa      | Silverstone      | Claudio Corti  | Claudio Corti  | Claudio Corti         | Resoconto |
| 4  | 25 giugno    | San Marino  | Misano Adriatico | Yoann Tiberio  | Claudio Corti  | Claudio Corti         | Resoconto |
| 5  | 16 luglio    | Rep. Ceca   | Brno             | Yoann Tiberio  | Yoann Tiberio  | Claudio Corti         | Resoconto |
| 6  | 6 agosto     | Regno Unito | Brands Hatch     | Yoann Tiberio  | Claudio Corti  | Claudio Corti         | Resoconto |
| 7  | 3 settembre  | Paesi Bassi | Assen            | Claudio Corti  | Claudio Corti  | Claudio Corti         | Resoconto |
| 8  | 10 settembre | Germania    | Lausitz          | Niccolò Canepa | Maxime Berger  | Claudio Corti         | Resoconto |
| 9  | 1 ottobre    | Italia      | Imola            | Niccolò Canepa | Yoann Tiberio  | Claudio Corti         | Resoconto |
| 10 | 8 ottobre    | Francia     | Magny-Cours      | Niccolò Canepa | Yoann Tiberio  | Claudio Corti         | Resoconto |

## Classifica finale
| Pos. | Pilota                 | Moto     |     |     |     |     |     |     |     |     |     |     | P.ti |
| ---- | ---------------------- | -------- | --- | --- | --- | --- | --- | --- | --- | --- | --- | --- | ---- |
| 1    | Claudio Corti          | Yamaha   | 2   | 1   | 1   | 1   | 3   | 1   | 1   | 9   | 5   | 7   | 188  |
| 2    | Yoann Tiberio          | Honda    | 1   | 2   | 2   | 2   | 1   | Rit | Rit | 2   | 1   | 1   | 180  |
| 3    | Maxime Berger          | Honda    | 6   | 3   | 3   | SQ  | Rit | 3   | 14  | 1   | 2   | 3   | 121  |
| 4    | Niccolò Canepa         | Kawasaki | 4   | 4   | 4   | 10  | 2   | 2   | Rit | Rit | Rit | 2   | 105  |
| 5    | Xavier Siméon          | Suzuki   | 3   | 5   | Rit | Rit | Rit | 4   | 4   | 3   | 4   | 4   | 95   |
| 6    | Andrea Antonelli       | Kawasaki | Rit | NP  | 6   | 4   | Rit | 5   | 3   | 4   | 3   | 5   | 90   |
| 7    | Daniel Rivas Fernández | Honda    | 17  | 10  | 20  | 8   | 6   | 9   | 6   | 11  | 10  | 10  | 58   |
| 8    | Garcia Forner          | Honda    | Rit | Rit | 7   | 14  | 4   | 12  | 2   | Rit | 11  |     | 53   |
| 9    | Loic Napoleone         | Kawasaki |     |     | 5   | Rit |     | 11  | 8   | 7   | 6   | Rit | 43   |
| 10   | Ondřej Ježek           | Kawasaki |     |     |     |     | 8   | 10  | 9   | 5   | 9   | 16  | 39   |
| 11   | Andrzej Chmielewski    | Yamaha   | 10  | 8   | 16  | Rit | 7   | Rit | 10  | 10  | Rit | 12  | 39   |
| 12   | Agustín Pérez Muñoz    | Honda    | 5   | 6   | 8   | Rit | Rit | 16  | 15  | 17  | 16  | 20  | 30   |
| 13   | Henri Taipale          | Honda    | 11  | Rit | 9   | 16  | 5   | 23  | Rit | 16  | 19  | 9   | 30   |
| 14   | Domenico Colucci       | Suzuki   |     |     |     | 6   | 18  | 14  |     |     | 7   | 8   | 29   |
| 15   | Nicky Wimbauer         | Suzuki   | 8   | 23  | 13  | 12  | 14  | 6   | NP  | Rit |     | 14  | 29   |
| 16   | Danny De Boer          | Honda    |     | 11  | 17  | 25  | 12  | 15  | 7   | 8   | Rit | Rit | 27   |
| 17   | Patrick McDougall      | Suzuki   | Rit | 9   | 10  | 20  | 16  | 7   | 11  | Rit | Rit | 25  | 27   |
| 18   | Jorge Villar Machado   | Honda    | Rit | 12  | 14  | 15  | 13  | 8   | 13  | Rit | 13  | 13  | 27   |
| 19   | Tommaso Lorenzetti     | Honda    |     |     |     | 5   |     |     |     |     | 8   |     | 19   |
| 20   | Ronald ter Braake      | Honda    | 19  | 16  | 11  | 13  | Rit | Rit | 5   | 20  | 17  | Rit | 19   |
| 21   | Daniele Beretta        | Kawasaki | 9   | Rit | Rit | 22  | 9   | 21  | 21  | 15  | 12  | Rit | 19   |
| 22   | Jonathan Gallina       | Honda    | Rit | 7   | 15  | Rit | 10  | Rit |     | 15  | 18  |     | 18   |
| 23   | Javier Hidalgo         | Honda    | 7   |     | 12  | 11  |     |     |     |     |     |     | 18   |
| 24   | Roy Ten Napel          | Honda    |     | 15  | Rit | 24  | 11  | 18  | Rit | 6   | Rit | 15  | 17   |
| 25   | Alessandro Colatosti   | Honda    |     |     |     | 3   |     |     |     |     |     |     | 16   |
| 26   | Tom Van Looy           | Suzuki   | 14  | 18  | Rit | 21  | 15  | 13  | Rit | 22  | NP  | 11  | 11   |
| 27   | Franck Millet          | Honda    |     |     |     |     |     |     |     |     |     | 6   | 10   |
| 28   | Claudio Di Stefano     | Yamaha   |     |     |     | 7   |     |     |     |     |     |     | 9    |
| 29   | Barry Burrell          | Honda    | 13  | Rit | 18  | 23  | 17  | 22  | Rit | 13  | 14  | Rit | 8    |
| 30   | Michele Magnoni        | Yamaha   |     |     |     | 9   |     |     |     |     |     |     | 7    |
| 31   | Alexander Lundh        | Honda    |     |     |     |     | 19  |     | 20  | 12  |     |     | 4    |
| 32   | Leon Bovee             | Honda    |     |     |     |     |     |     | 12  | 21  |     |     | 4    |
| 33   | Alessia Polita         | Suzuki   | 12  | 17  | Rit | 18  | 23  | 24  | 18  | 19  | 25  | 22  | 4    |
| 34   | Luca Pelliccioni       | Yamaha   |     | 13  |     | 17  |     |     |     |     |     |     | 3    |
| 35   | Gabriele Perri         | Kawasaki | 16  | 14  | 19  | Rit | 22  | 17  | Rit | Rit | 23  |     | 2    |
| 36   | Simone Piermaria       | Yamaha   |     |     |     |     |     |     |     |     | 15  |     | 1    |
| 37   | Davide Caldart         | Yamaha   | 15  | 20  | 21  | 28  | 24  | Rit | 22  | 23  | 22  | 23  | 1    |
| Pos. | Pilota                 | Moto     |     |     |     |     |     |     |     |     |     |     | P.ti |

| Legenda | 1º posto        | 2º posto            | 3º posto           | A punti      | Senza punti        | Grassetto – Pole position Corsivo – Giro più veloce |
| Legenda | Gara non valida | Non qual./Non part. | Ritirato/Non class | Squalificato | '-' Dato non disp. | Grassetto – Pole position Corsivo – Giro più veloce |

## Sistema di punteggio
| Pos.  | 1  | 2  | 3  | 4  | 5  | 6  | 7 | 8 | 9 | 10 | 11 | 12 | 13 | 14 | 15 | 16> |
| ----- | -- | -- | -- | -- | -- | -- | - | - | - | -- | -- | -- | -- | -- | -- | --- |
| Punti | 25 | 20 | 16 | 13 | 11 | 10 | 9 | 8 | 7 | 6  | 5  | 4  | 3  | 2  | 1  | 0   |